# Transcripció dels romanistes
La transcripció dels romanistes (o alfabet dels romanistes) és un conjunt de símbols (lletres diacrítiques de l'alfabet llatí) de transcripció fonètica i sobretot fonològic que foren usats per a transcriure la pronunciació de diverses llengües romàniques i les seues varietats dialectals. D'aquest conjunt de símbols que mai no tingueren cap codificació formal, a diferència de l'alfabet fonètic internacional, alguns d'ells s'han fet servir per a la transcripció del francés antic. Aquest subconjunt es designa sovint amb el nom de transcripció, sistema o alfabet de Bourciez, Édouard Bourciez, un medievista i lingüista francés, especialista del francés antic i de les llengües romàniques (amb particular dedicació per a l'occità gascó), que l'usà a les seues obres. Tot i això el sistema ja s'havia desenvolupat abans i l'utilitzaven nombrosos lingüistes a finals del segle XX arran dels estudis del lingüista friülà Graziadio Isaia Ascoli.

## Orígens i ús
Alguns dels símbols de la transcripció dels romanistes ja s'havien usat durant molts segles: s'inspiren de convencions que remunten a l'Antiguitat grega i després a l'època llatina (el màcron, les breus, els accents o les lletres gregues) i a l'edat mitjana (com ara la mena d'ogonek, escrit a alguns manuscrits del segle VI a sota de la e per a notar [ɛ], la tilde), complementades amb les que fan servir d'altres llengües vives (com el txec, par exemple, pel que fa a l'ús del háček). Els vincles, necessaris, amb les llengües antigues (quan es parla d'etimologia, s'ha de citar per força paraules llatines o gregues) fan que a l'estat francés es transcriu generalment aquestes darreres (sovint a les obres dedicades a les llengües romàniques) de la mateixa manera. Així doncs, la transcripció dels romanistes serveix:
- parcialment a la transcripció del llatí i del grec antic
- a la transcripció de les llengües romàniques.

Es tracta òbviament d'una transcripció científica. Aquesta es retroba principalment als llibres de fonètica històrica de les llengües romàniques. A tall d'exemple els professors de lletres modernes de l'estat francés han de passar una prova de francés antic a les oposicions de l'Educació nacional i treballen essencialment amb el sistema de Bourciez. Tot i que l'AFI semble ser actualment el mètode de transcripció fonètica més usual, no s'ha de menystenir el fet que existeixen per a cada família de llengües une tradició que encara perviu per inèrcia.

## Símbols
Només s'indicaran els símbols que divergeixen amb els de l'alfabet fonètic internacional (AFI), que ens servirà de transcripció referencial; així el símbol b s'ha d'interpretar com a [b].
Els símbols que apareixen en negretes són els de la Phonétique française, llibre que Édouard Bourciez va publicar el 1967. Ja que aquest alfabet mai no s'ha fixat de manera definitiva cada autor usa ben sovint la seua pròpia transcripció, que afronta algunes vegades les limitacions tipogràfiques que imposa l'edició. Convé afegir que existeixen sistemes mixtos, que manlleven alguns símbols a l'AFI, a la transcripció de les llengües germàniques o fins i tot a la transcripció de les llengües índies.

### Vocals
Contràriament a l'AFI, l'alfabet dels romanistes no usa vocals manllevades al grec antic. Els diacrítics no tenen cap relació amb els d'aquell alfabet: així doncs es fa servir una mena de ganxet semblant a l'ogonek o al de la ce trencada per a indicar l'obertura d'una vocal, del punt subscrit per a l'obertura mínima, de la dièresi. La mena de ce trencada remunta als manuscrits llatins i ja s'emprava a l'escriptura uncial. Es tracta d'un signe de substitució del dígraf ae (o æ) en el qual el ganxet subscrit és una antiga a escrita sota la e. Alguns filòlegs l'han afegit a altres vocals.
Caràcters principals:
- â = [ɑ];
- ę = [ɛ];
- ẹ = [e];
- e̥ = [ə];
- œ̨ = [œ];
- œ̣ = [ø];
- ǫ = [ɔ];
- ọ = [o];
- ü = [y].

### Consonants
Convé tenir en compte que les espirants s'anoten sistemàticament mitjançant una lletra grega, contràriament a l'AFI, que gairebé no posseeix cap caràcter per a aquest tipus de fonema. Els diacrítics sont notables: la breu subscrita indica una consonant palatal, la dièresi la palatalització de [u] en [y], el háček s'usa com a la transcripció de les llengües eslaves:
- δ = [ð̣];
- γ = [ɰ];
- ł = [ɫ];
- l̮ = [ʎ];
- ṅ = [ŋ];
- n̮ = [ɲ];
- ʀ = [r];
- r = [ʁ];

Atenció: ʀ i r s'inverteixen sovint: ʀ per a [ʁ] i r per a [r] ;
- š = [ʃ];
- y = [j];
- ẅ [ɥ];
- χ = [x̞] (teòricament, o [x]);
- ž = [ʒ].

### Característiquessuprasegmentals
- Les quantitats vocàliques (vocals breus ~ vocals llargues) s'anoten com es feia abans, amb un màcron i la breu: ā = [aː] (i també ē, ī, ō, ū, etc.) i ă = [a] breu/normal (també ĕ, ĭ, ŏ, ŭ, etc.) ;
- l'accent agut nota on se situa l'accent tònic o l'hauteur (per al grec i el llatí): á = ['a] (aussi é, í, ó, ú, etc.) ;
- la palatalització usualment s'indica amb una breu suscrita: k̮ = [kʲ] ou [c] (la transcription en AFI és més precisa: distingeix la palatalitzada [kʲ] de la palatal [c]; i també t̮, k̮, l̮, n̮, etc.) ;
- les vocals no sil·làbiques es poden assenyalar amb la breu invertida subscrita: ęi̯ = [ɛi].